# Tifus
El tifus, tifo o dotienenteria es un conjunto de enfermedades infecciosas producidas por varias especies de bacteria del género Rickettsia, Son transmitidas por las heces del piojo (Pediculus humanus humanus) durante la picadura y se inoculan en la piel por rascado. Existen diferentes artrópodos como piojos, pulgas, ácaros y garrapatas que portan diferentes aves y mamíferos. El tifus se caracteriza por fiebre alta recurrente, escalofríos, cefalea y exantema.

## Historia
La primera vacuna efectiva contra el tifus fue desarrollada por el parasitólogo polaco Rudolf Weigl, en el período entre las dos guerras mundiales gracias a la creación de una cepa de piojos especial llamada Pediculus vestimenti, que era fácil de alimentar. Esa cepa fue el resultado del cruce de las especies caucásicas y africanas de piojos. Más tarde, durante la Segunda Guerra Mundial, fueron desarrolladas vacunas mejores, menos peligrosas y más baratas. Desde entonces se han registrado algunas epidemias en Asia, este de Europa, Oriente Próximo y en partes de África. Weigl también inventó un mecanismo que permitía criar granjas de piojos con el fin de conseguir suficiente cantidad de bacterias Rickettsia como para producir la vacuna.

### Edad Media
El tifus procede de la India y está históricamente aceptado que la primera epidemia de tifus que ocurrió en Europa en 1489, la primera descripción de la enfermedad aparece en 1489 en España durante el reino nazarí de Granada. Generalmente aparece en brotes cuando existan condiciones para su desarrollo, como guerras, miserias, hacinamiento y hambrunas, se describe la presencia de fiebre y de manchas rojas sobre los brazos, espalda y tórax, déficit en la atención con progreso hacia el estado de delirio, llagas gangrenosas y hedor a carne podrida. Durante el cerco de Granada los cristianos perdieron 3000 hombres en acciones del enemigo, pero 17 000 murieron por tifus.

### Edad Moderna
En los tiempos históricos la "Fiebre de Gafe" o "Aryotitus fever" (Fiebre de Aryotus) fue común en las prisiones inglesas y autoridades modernas creen que se trataba de tifus. Esta se daba frecuentemente cuando se hacinaba a prisioneros en celdas oscuras y mal aseadas, donde era fácil la diseminación de piojos. Por entonces, ser sentenciado a "prisión hasta la próxima reunión del tribunal" frecuentemente equivalía a una sentencia de muerte. Los prisioneros, cuando eran presentados en el tribunal, algunas veces infectaban a los miembros del tribunal judicial. Después del assize en Oxford en 1577, llamado más tarde el Assize Negro, cerca de 300 murieron de la fiebre de gafe, incluyendo a sir Robert Bell, Lord Chief Baron of the Exchequer. Otro brote notable fue el Assize Negro de Exeter de 1586. Durante el assize de Lent en el que el tribunal se hospedó en Taunton en 1730, la fiebre gafe causó la muerte del Lord Chief Baron, también del High Sheriff, el sargento y cientos de otros. Durante este tiempo en el que las personas eran ejecutadas por delitos capitales, murieron más prisioneros por 'fiebre de gafe' que por ejecución pública en el Reino Británico. En 1759, autoridades en Inglaterra estimaron que cada año morían un cuarto de los prisioneros debido a la fiebre carcelaria. En Londres, la fiebre carcelaria frecuentemente brotaba entre la población de la ciudad, cuando se liberaban prisioneros enfermos de la Prisión de Newgate. En mayo de 1750, el Lord Mayor of London, sir Samuel Pennant y un gran número de miembros del personal del tribunal judicial, se infectaron fatalmente en la sala de audiencias de Old Bailey que se encontraba aneja a la Prisión de Newgate.
Los brotes epidémicos aparecieron rutinariamente en Europa desde el siglo XVI hasta el siglo XIX, incluyendo durante la guerra civil inglesa, la guerra de los Treinta Años y las guerras napoleónicas. Epidemias de diferentes tipos se diseminaron entre los combatientes y la población civil en Alemania y países vecinos de 1618 a 1648. De acuerdo a Joseph Patrick Byrne, "hacia el final de la guerra, el tifus había matado más del 10 % de la población total de Alemania y la enfermedad causaba cerca del 90 % de las muertes de Europa".

### SigloXIX
Durante la retirada de Napoléon de Moscú en 1812, murieron más soldados franceses de tifus que por causa de los rusos.
Una epidemia mayor ocurrió en Irlanda entre 1816 y 1819, durante la hambruna causada por una reducción de la temperatura en el mundo, conocida como el "Año sin Verano". Se estima que fallecieron cerca de 100 000 irlandeses. El tifus apareció otra vez a fines de 1830, y hubo otro brote epidémico mayor de tifus durante la Gran Hambruna Irlandesa, entre 1846 y 1849. El tifus irlandés se diseminó a Inglaterra, donde fue llamado algunas veces como "Fiebre Irlandesa" y era notorio por su virulencia. Este brote mató a gente de todas las clases sociales, ya que el piojo era endémico e ineludible, pero fue particularmente duro en los estratos sociales más bajos, que tenían peores medidas higiénicas.
En los Estados Unidos, un brote de tifus epidémico apareció en Filadelfia en 1837 y mató al hijo de Franklin Pierce (14.º presidente de los Estados Unidos) en Concord, New Hampshire, en 1843. Varias epidemias aparecieron en Baltimore, Memphis y Washington D. C. entre 1865 y 1873. El tifus fue también un importante asesino durante la Guerra Civil de los Estados Unidos, a pesar de que la fiebre tifoidea, llamada "Fiebre de campamento", fue la causa más frecuente de muerte por enfermedad en la Guerra Civil. La fiebre tifoidea es originada por la bacteria Salmonella typhii (no debe de ser confundida con Salmonela enterica, que causa el envenenamiento de los alimentos) y es una enfermedad completamente diferente del tifus. 
Solo en Canadá, la epidemia de tifus de 1847 mató a cerca de 20 000 personas de 1847 a 1848, principalmente entre los inmigrantes irlandeses recluidos en "casas de fiebre" y otros lugares de cuarentena, quienes habían contraído la enfermedad en los barcos abarrotados que venían huyendo de la Gran Hambruna Irlandesa. Los oficiales de los barcos no sabían cómo aplicar la suficiente sanidad de acuerdo a las condiciones de ese tiempo; no se sabía por qué se diseminaba la enfermedad.
María de las Mercedes de Orleans, reina de España, falleció en 1878 a consecuencia del tifus.

### SigloXX
Estaciones sanitarias fueron establecidas para las tropas en el Frente Occidental durante la Primera Guerra Mundial, pero la enfermedad rebasó los ejércitos del Frente Oriental, con cerca de 150 000 muertos solo en Serbia. La mortandad fue generalmente entre el 10 y el 40 % de los soldados infectados y la enfermedad fue la mayor causa de muerte de quienes cuidaban a los enfermos.
En 1922, el tifus endémico tuvo un pico importante en el territorio soviético, con reporte de 25 a 30 millones de casos en la Unión Soviética. Aunque el tifus afectó a Polonia, con cerca de cuatro millones de casos reportados, la contención de la diseminación de la enfermedad tuvo un gran éxito hacia 1921 gracias al esfuerzo de pioneros de Salud Pública como Hélène Sparrow y Rudolf Weigl. En Rusia, durante la guerra civil entre las fuerzas Blancas y Rojas, el tifus mató tres millones de personas, principalmente civiles.
Durante la Segunda Guerra Mundial, muchos alemanes prisioneros de guerra (POW) después de la pérdida de Stalingrado murieron de tifus. El tifus epidémico también mató a los confinados en campamentos de prisioneros de guerra, guetos, y en los campos de concentración nazis, quienes tenían condiciones clínicas sin higiene. En las filmaciones de las fosas comunes del campo de concentración de Bergen-Belsen pueden verse a víctimas del tifus.
Entre los miles de prisioneros de los campos de concentración, murió de tifus a los 15 años Ana Frank y también su hermana Margot, a los 18 años en Bergen-Belsen. La mayor epidemia de tifus en el caos de la posguerra en Europa fue abortada en su diseminación por el amplio uso de un nuevo descubrimiento: el DDT, que mató a los piojos de millones de refugiados y personas desplazadas.
La primera vacuna contra el tifus fue desarrollada por el zoólogo polaco Rudolf Weigl en el periodo de entreguerras; la vacuna no prevenía la enfermedad, pero reducía su mortalidad.

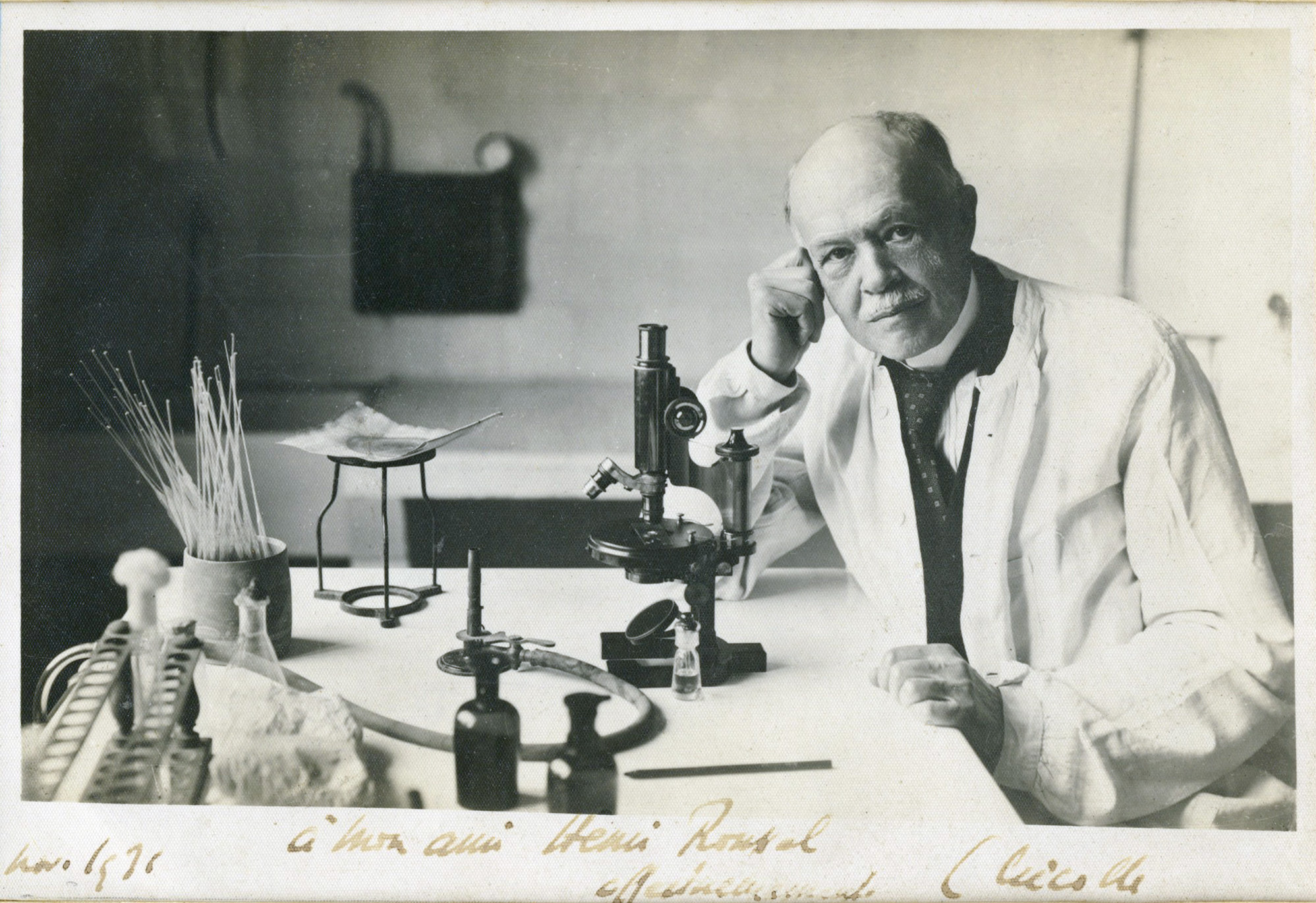
Charles Nicolle recibió el Premio Nobel de Medicina en 1928 por su identificación de los piojos como transmisores del tifus epidémico.
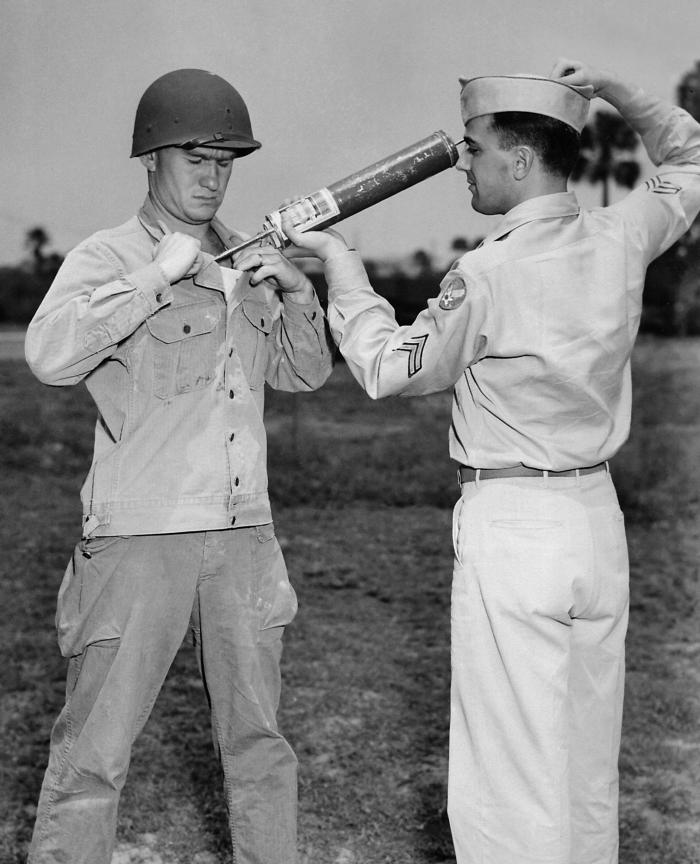
Un soldado estadounidense hace una demostración del equipo de pulverización manual de DDT. El DDT se utilizó para controlar la propagación de los piojos portadores del tifus.
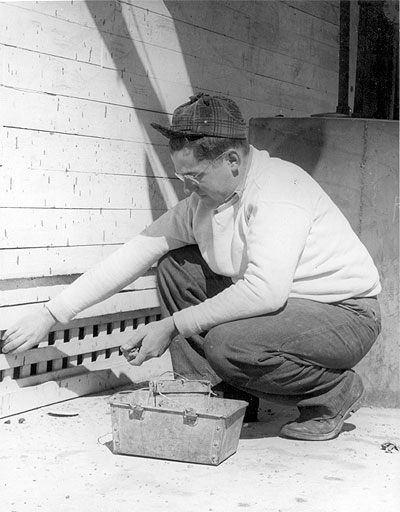
Un trabajador del Civilian Public Service de EE.UU. distribuye veneno para ratas para controlar el tifus en Gulfport, Mississippi, alrededor de 1945.

### SigloXXI
A partir de 2018, un brote de tifus se extendió por el Condado de Los Ángeles afectando principalmente a las personas sin hogar. En 2019, la abogada de la ciudad Elizabeth Greenwood reveló que ella también se infectó con tifus como resultado de la picadura de una pulga en su oficina del Ayuntamiento de Los Ángeles. Pasadena también experimentó un repunte repentino de tifus con 22 casos en 2018, pero sin poder atribuirlo a un lugar, el Departamento de Salud Pública de Pasadena no identificó los casos como un "brote".

## Etiopatogenia
La picadura del piojo no es la causante de la infección de tifus por sí sola. Son las heces que los piojos dejan sobre la piel las que rebosan bacterias Rickettsia. Cuando el humano se rasca las picaduras, extiende las heces por la herida, facilitando el acceso de las bacterias al interior del cuerpo. Por lo tanto, es posible reducir el riesgo de infección por tifus siguiendo normas de higiene y una correcta desinfección de las picaduras producidas.

## Epidemiología
Según la OMS (Organización Mundial de la Salud), el tifus mata a un enfermo de cada 5 millones de personas anualmente. 
Existen pocas áreas de tifus epidémico hoy día. Desde finales del siglo XX solo se han reportado casos en Burundi, Ruanda, Etiopía, Argelia y en algunas áreas de Sudamérica y América Central.
Excepto por dos casos, todos los tifus epidémicos aparecidos en los Estados Unidos, ocurrieron en el este del río Misisipi. Un examen del racimo de casos en Pensilvania concluyó que la transmisión de la enfermedad infecciosa fue por ardillas voladoras. El ciclo selvático (enfermedades transmitidas por animales salvajes) del tifus epidémico permanece como poco común en los Estados Unidos. Los Centros para el Control y Prevención de Enfermedades han documentado únicamente 7 casos desde 1976 hasta 2010.

## Clasificación
- Tifus exantemático epidémico
- Tifus murino o tifus endémico
- Tifus recrudescente
- Tsutsugamushi

## Cuadro clínico
Síntomas del tifus exantemático o epidémico
- Escalofríos.
- Tos.
- Delírium.
- Fiebre alta: 40 °C.
- Dolor articular (artralgia).
- Luces que aparecen muy brillantes y pueden lastimar los ojos (fosfenos).
- Presión arterial baja. (Estado de choque séptico).
- Erupción que comienza en el pecho y se extiende al resto del cuerpo, excepto a las palmas de las manos y a las plantas de los pies.
- Dolor de cabeza intenso (cefalea).
- Dolor muscular fuerte (mialgia).
- Estupor.

La erupción inicial es leve, de color rosa y se desvanece al hacerle presión. Posteriormente las lesiones se vuelven rojo pálido y no se desvanecen. Las personas con tifus grave pueden también presentar pequeñas áreas de sangrado dentro de la piel (petequias).
Síntomas del tifus murino o tifus endémico
- Manos blanquecinas.
- Dolor abdominal.
- Dolor de espalda.
- Diarrea.
- Erupción cutánea roja y sin brillo que comienza en el torso y se disemina.
- Fiebre extremadamente alta, entre 40,5 y 41 °C (105 a 106 °F), que puede durar hasta dos semanas.
- Tosecilla, tos seca.
- Dolor de cabeza (cefalea).
- Dolor articular y muscular.
- Náuseas.
- Vómitos.

## Tratamiento
La Asociación Americana de Salud Pública recomienda que el tratamiento debe de estar basado en los hallazgos clínicos y antes de la confirmación de los cultivos para confirmar el diagnóstico. Sin tratamiento, la muerte ocurre entre el 10 al 60 % de pacientes con tifus epidémico, mientras que los pacientes de 60 años tienen un riesgo alto de muerte. En la era de los antibióticos la muerte ya no es tan común si se administra doxiciclina. En un estudio de 60 pacientes hospitalizados con tifus epidémico, ningún paciente falleció cuando se le aplicó doxiciclina o cloranfenicol. Algunos pacientes también pueden necesitar dioxígeno y disoluciones parenterales.

## Prevención
Lo más efectivo para prevenir el tifus es la inoculación con la vacuna del tifus antes de viajar a las áreas endémicas y en donde pudiera estar en contacto con el piojo. Evidentemente el aseo personal consistente en baño dos veces al día es esencial. El tifus se relaciona con la mala higiene y es raro que infecte a personas con buena higiene.